# جام خیریه انگلستان ۱۹۸۱
 جام خیریه انگلستان ۱۹۸۱ ، ۵۹امین رقابت سالانه مابین قهرمانان لیگ دسته اول فوتبال انگلستان و جام حذفی فوتبال انگلستان است.
این مسابقه در تاریخ ۲۲ آگوست ۱۹۸۱ مابین تیم‌های تاتنهام و استون ویلا در ورزشگاه ومبلی لندن برگزار شده‌است.
این مسابقه با نتیجه دو بر دو مساوی به پایان رسید.

## جزئیات مسابقه
| تاتنهام | ۲ – ۲ | استون ویلا |
| ------- | ----- | ---------- |
| فالسو   |       | ویت        |